# 雪妃真矢
雪妃 真矢（ゆきひ まや、1月9日 - ）は、日本の女性プロレスラー。
愛知県名古屋市生まれ、千葉県出身。身長164cm、体重55kg。血液型A型。

## 所属
- アイスリボン（2014年 - 2021年）
- フリー（2022年 - ）

## 経歴
フェリス女学院大学英文学科を卒業 後、銀行に勤務しつつプロレスサークルに通う。

### アイスリボン
2014年
6月末に銀行を退職して練習生となり、プロレスラーを目指す。
7月12日に道場マッチで、練習生「ユキ（仮）」として紹介される。
11月24日に横浜ラジアントホール大会でリングネームが発表され、デビュー戦としてつくしをパートナーに中川ともか&くるみと闘うも、中川の唸れ豪腕で敗れる。当初は宮城もちとシングル対戦 が予定された。中川は本対戦で7年ぶりで最後のアイスリボン参戦となった。
12月28日に後楽園ホール大会で渋谷シュウ&弓李組と対戦し、パートナーのチェリーから直伝されたスワントーンボムで弓李に勝利し、デビュー1か月で自力初勝利を飾る。
2015年
1月4日に新宿FACE大会で、自身と似ていると言われる春日萌花とタッグを組み、渋谷シュウ&チェリーの「クラシックギャルズ」と対戦する。春日のアイスリボン参戦は8年ぶりだった。
2月の試合中に中指を骨折して欠場し、2月23日手術を受ける。
3月21日に復帰する予定であったが、自宅で足薬指を骨折して復帰が見送られる。
5月4日にラジアントホールで復帰するも、再び欠場し10月17日に復帰する。
11月28日に道場マッチで、世羅りさと組むタッグ名を「アジュール・レボリューション」と決定して以後継続的なタッグとする。
2016年
3月12日後楽園大会から、OZアカデミーの協力を得て7番勝負を開始する。
- 第1戦 3月12日 後楽園 vs豊田真奈美
- 第2戦 3月14日 OZ新宿FACE「正危軍興行2 ～BAD FRIENDS～」 vs尾崎魔弓
- 第3戦 4月9日昼 横浜・大さん橋ホール vsダイナマイト・関西
- 第4戦 5月4日 横浜文体 vs木村響子
- 第5戦 7月3日 後楽園 vs松本浩代
- 第6戦 8月14日 両国KFCホール vs世羅りさ
- 第7戦 12月31日 後楽園 vs高橋奈七永

※最終的に、1勝6敗で終える。
※第2戦尾崎戦の後、尾崎から西尾美香の後継者として正危軍入りの誘いを受け、「強くなりたい」ことから受諾する。4戦は尾崎をセコンドとして正危軍仕様で試合した。
4月9日夜、OZアカデミー横浜大さん橋ホール大会で正危軍の「雪妃魔矢」としてヒールデビューする。
7月18日昼、横浜ラジアントホール大会で、藤本つかさの持つICE×∞王座に挑戦するも失敗。
12月29日、さいたまスーパーアリーナ・コミュニティアリーナでレジェンド女子プロレス～ファイティングガールズ～に出場する。アイスリボン提供試合に出場し、デビュー曲『Azure sky』を歌唱した。
2017年
1月9日に横浜ラジアントホール大会のタッグマッチで、アジャ・コングと対戦後、「7番勝負で対戦を希望していたが実現しなかった」としてシングルマッチを直訴し、了承を得る。
1月29日に両国KFC大会で、アジャ・コングとシングルで対戦するも、垂直落下式ブレーンバスターで完敗する。
3月26日に後楽園大会のタッグマッチで井上貴子と組む。井上は正危軍の前身である「尾崎軍」に在籍しており、「新旧正危軍」タッグが実現した。
8月27日の後楽園大会で、パートナーの世羅りさが持つICE×∞王座に挑戦するが、敗戦する。
10月29日のアイスリボン後楽園大会で世羅りさとインターナショナル・リボンタッグ王座第42代王者決定トーナメントにエントリーし、決勝でらぶりーぶっちゃーず（星ハム子&宮城もち）を倒して優勝する。第42代王者チームになると、夜OZアカデミー横浜文化体育館大会にて尾崎魔弓と組んで、AKINO&小林香萌の持つOZアカデミー認定タッグ王座にも挑戦し勝利。第27代王者チームとなり、1日でタッグ2冠を達成。
2021年
- 12月1日、年内をもってアイスリボンを退団することと、今後はフリーとして同団体に継続参戦することを発表された[8][9]。

### フリー
2022年
- 4月15日、『後楽園ホール60周年還暦祭』で雪妃魔矢として尾崎魔弓、スターライト・キッドと組み、メインイベント6人タッグマッチに出場[10]。
- 9月23日、666Vol.120新木場大会にて3WAYのラダーマッチ形式でおこなわれた666認定きかんしゃ級王座選手権試合に尾崎妹加とともに挑戦し王座奪取。[11]

2023年
- 1月22日、横浜アリーナにて行われたプロレスリング・ノアの興行『GREAT MUTA FINAL " BYE-BYE"』に出場。夏すみれとタッグを組み、安納サオリ&ジャングル叫女組と対戦。特殊な興行を除き、それまで女子選手の参戦がなかったプロレスリング・ノアにて、初めて試合を行った女子プロレスラーとなった。それ以降もノアで行われるビッグマッチで女子プロレスの試合が組まれる度にレギュラー的な形で出場している。

2024年
- 12月6日、左尺骨・左橈骨骨幹部骨折のため長期欠場に入る。

## 人物
- 英語、韓国・朝鮮語、スペイン語が話せるマルチリンガル[1]。
- スポーツ歴はダンス。小学生時代に社交ダンス、それ以降はガールズ・ヒップホップを習っていた。また歌も得意で、テレビ番組に出演した際に披露したほか、CDデビューも果たしている。
- 世羅りさの後を受け、一時期ニコニコ動画のアイスリボンchのニコ生「週間アイスリボン」でMCを務めていた。
- リングネームの「真矢」の「真」の字は元アイスリボンの成宮真希から、「魔矢」の「魔」は尾崎魔弓からそれぞれ拝借している。
- 正危軍の「雪妃魔矢」の際は一本鞭を凶器として使用する。一本鞭は元々西尾美香が使用していたが、正危軍には引退する西尾と入れ替わりで加入する事になった為、それを継承する形となった。
- 好きな芸能人は宇佐美里香、高橋大輔、羽生結弦。

## 入場曲
雪妃真矢
Crystal snow entrance theme
雪妃魔矢
Dark snow entrance theme

## 得意技

### フィニッシュ・ホールド
垂直落下式タイガー・ドライバー
相手を回転させ切らずに腰をクラッチし、シットダウンしてマットに突き刺す変形タイガー・ドライバー。ジュリアとのICE×∞王座戦であまりに危険な角度となったため一時封印。
スノウトーンボム
コーナー最上段からダイブし、背筋を伸ばした状態で前方回転しながら落下し、背中から体重を浴びせる。チェリーのチェリトーン・ボムの使用を直訴して伝承されたもの。
ウィールウィンド
首固めから変形のジャックナイフ固めに移行する丸め込み。「つむじ風」の意味
スノウストーム
ウィールウィンドの入りからの変形十字架固め。
アイシクル バックトライアングル
横三角締めから相手をうつ伏せにし腕固めに移行して極める。 アイシクルは「つらら」の意味
雪の結晶
フロント・パワースラムの体勢で相手を右肩に担ぎ上げ、両手で相手の二の腕を掴んでリフトアップし、シットダウンと同時に相手を180°前方回転させて背中からマットに叩きつける変形ボム。ランス・アーチャーのブラックアウトと同型。
タイガードライバー
2019年5月のジュリアとのICE×∞王座戦では垂直落下式を披露するも、危険なため以降封印している。
TSULALA
紫雷美央から継承した紫閃光。
ホワイトアウト
両腕と首を極めるジャベ

### その他
御神渡り
ハーフダウン状態の相手に対し、走り込んでから両手で肩を掴んでジャンプし、振り子の形で勢いよく顔面に右膝を叩き込む。変形ニー・アタック。技名は冬の寒冷地で湖面に一部盛り上がった氷堤が見られる現象の名前。振り子式ニーアタック。冨永真一郎のJKと同型。雪妃魔矢はフィニッシュ技としても使用。
絡め蹴り
回し蹴りで相手を絡めとってのレッグドロップ
ダブルアーム・スープレックス
チョークスラム
サーフボードストレッチ
STO
トラース・キック
バズソーキック
キャプチュード

## タイトル歴

### 雪妃真矢
アイスリボン
- インターナショナル・リボンタッグ王座（第42代・45代・47代、50代　パートナーは世羅りさ×3→尾崎妹加）
- ICE×∞王座（第29代・30代）
- トライアングルリボン王座（第30代）

暗黒プロレス組織666
- 666認定きかんしゃ級王座（パートナーは尾崎妹加）

TTTプロレスリング
- TTT認定インディー統一6人タッグ王座（第3代）（パートナーはバナナ千賀、竹田光珠）

### 雪妃魔矢
OZアカデミー女子プロレス
- OZアカデミー認定無差別級王座（第26代・27代）
- OZアカデミー認定タッグ王座（第27代・パートナーは尾崎魔弓、第30代・パートナーは安納サオリ）

全日本プロレス
- 全日本プロレスTV認定6人タッグ王座（第7代・尾崎魔弓、諏訪魔）

DDTプロレスリング
- アイアンマンヘビーメタル級王座（第1612代）

## 作品

### 写真集
- COLOR OF SNOW（2016年11月23日、プリヴェコミュニケーションズ、撮影：野川イサム）ISBN 978-4908692734[13]

### CD
- Azure sky (2016年、neoplus)

## メディア出演

### 雑誌
- 週刊大衆（2016年12月12日号、双葉社）[14]
- 『週刊プレイボーイ』（2017年24号、集英社）[15]
- 「週プレ グラビアスペシャル増刊SUMMER2017」（2017年8月9日、集英社）

### テレビ
- ザ・ノンフィクション（2016年10月30日）
- Momm!!（2016年11月14日）

### ウェブテレビ
- お願いランキング#AbemaTV（2017年2月17日、AbemaTVスペシャル2）[16]– 美女レスラー対決
- お願いランキング第2部（2017年2月17日、テレビ朝日）
- セレクト女子〜優柔不断な私にドロップキック〜（2019年2月1日配信開始、YouTube、ALPHABOAT） - 悲しみ 役[17]

### 舞台
- 2.5次元プロレス『夢幻大戦』（2017年11月27日、新宿FACE） - 羅生門エミー 役

### モデル
- IDOL WRESTLER EXHIBITION アイドル×レスラー展（2018年3月13日 – 25日、銀座・ヴァニラ画廊）[18]